# 틸 (영화)
"틸"(영어: Till)는 2022년 개봉한 전기 드라마 영화이다. 치노녀 추쿠가 감독과 공동각본을 맡았다. 미국의 흑인 교육자 겸 운동가 마미 틸(Mamie Till)의 실화를 바탕으로 한 작품이다.

## 같이 보기
- 에밋 틸 피살 사건
- 미국의 흑인 민권 운동